# Mehdi Asgarkhani
Mehdi Asgarkhani (25 marzo 1948) è un ex calciatore iraniano, di ruolo portiere.

## Carriera

### Club
Ha giocato nel campionato iraniano e kuwaitiano.

### Nazionale
Con la nazionale ha vinto la Coppa d'Asia 1976.